# Maripeae
Maripeae, tribus slakovki, dio potporodice  Convolvuloideae. Sastoji se od 12 rodova a tipični je Maripa, rasprostranjen sa svojih 20 vrsta lijana u tropskoj Americi, od Chiapasa i Gvatemale do Brazila. 

## Rodovi
1. Dicranostyles Benth. (16 spp.)
2. Maripa Aubl. (20 spp.)
3. Lysiostyles Benth. (1 sp.)